# Formannskapsdistrikt
Formannskapsdistrikt bezeichnet eine historische politische und verwaltungstechnische Einheit in Norwegen, die per Gesetz („formannskapslovene“) am 14. Januar 1837 eingeführt wurde. Diese Distrikte wurden größtenteils auf den bisher bestehenden Prestegjeldern gebildet.
Ab 1863 erhielten die Formannskapsdistrikte auf dem Land die Bezeichnung „herred“ (nynorsk: herad) eingeführt, die städtischen Gemeinden erhielten den Namen „bykommune“ (deutsch: Stadtkommune). Diese Trennung bestand bis 1992, seitdem heißen alle Gemeinden Kommune.